# Кумановска дивизия на НОВЮ
Кумановска дивизия на НОВЮ е комунистическа партизанска единица във Вардарска Македония, участвала в така наречената Народоосвободителна войска на Югославия.
Създадена е в кумановското село Жегляне в средата на октомври 1944 година. Състои се от шестнадесета, седемнадесета и осемнадесета македонски ударни бригади. Районът на действие на бригадата е Качаничката клисура и направлението Вране-Куманово и Куманово-Крива паланка. След това дивизията влиза в състава на първи македонско-сръбски корпус в рамките на шестнадесети корпус на НОВЮ. Участва в освобождаването на Куманово и води сражения в района на Скопие. В началото на декември 1944 година е разформирована, а частите на шестнадесета македонска ударна бригада преминават в състава на четиридесет и втора македонска дивизия на НОВЮ, тези на седемнадесета в рамките на четиридесет и първа македонска дивизия на НОВЮ, а осемнадесета бригада е разформирована и вкарана в рамките на трета македонска ударна бригада.

## Състав
- Методи Поповски – командир